# Миленко Матиевич
Миленко „Мили“ Матиевич (роден на 29 ноември 1964 г. в Загреб, СФР Югославия) е американски рок певец. Става известен чрез хейр метъл групата Стийлхарт.

## Биография
Роден през 1964 г. в югославската социалистическа република Хърватия, Матиевич емигрира в Съединените щати с родителите си. Първоначално се преместват в Скарсдейл, Ню Йорк. Година по-късно отива в Гринуич (Кънектикът), където Матиевич започва да прави музика. Баща му насърчава него и брат му Джон да свирят кънтри песни. Като единадесетгодишен Матиевич открива за себе си Лед Зепелин, но баща му му забранява да свири рок музика.
Когато Матиевич се среща с Крис Ризола, Джеймс Уорд и Джак Уилкинсън в началото на 80-те години, квартетът решава да сформира група и се нарича Red Alert. Те получават звукозаписна сделка, но трябва да сменят името поради авторски права и се преименуват на Стийлхарт.
През 1990 г. мощната балада I'll Never Let You Go от едноименния дебютен албум се оценява сериозно в MTV. Сингълът достига номер 14 в класациите, албумът достига номер 40 и става платинен. Следващият албум Tangled In Reins е издаден през 1992 г.
След турнето в САЩ с Great White има допълнителен концерт в подкрепа на Slaughter. Инцидент се случи, когато Матиевич се опита да се изкачи по осветителна греда. Тя обаче не е достатъчно обезопасена и светлинен прожектор пада върху него и го ударя в главата. Матиевич успява да напусне сцената самостоятелно, но е откаран в болница със сериозни наранявания на главата и фрактури. Групата е принудена да си вземе почивка, но с оглед на слабите продажби на записи и променящия се музикален пейзаж, особено поради грънджа, е договорено групата да се разпадне.
През 1996 г. Матиевич рестартира групата с нов състав и излиза албум Wait. Това е доста успешно в Азия, но се провалява в останалия свят или изобщо не е пуснато. През есента на 2005 г. Матиевич обявява, че групата работи върху нов албум, планиран да излезе през 2006 г.
През 2001 г. Матиевич може да бъде чут в саундтрака към филма Rock Star, в който той осигурява пеещия глас на главния актьор Марк Уолбърг. Освен това записва осем песни от филмовата група Steel Dragon.

## Дискография
- Steelheart (1990) – със Стийлхарт
- Tangled In Reins (1992) – със Стийлхарт
- Wait (1996) – със Стийлхарт
- Rock Star (2001) – саундтрак
- Good 2B Alive (2008) – със Стийлхарт
- Through Worlds Of Stardust (2017) – със Стийлхарт